# الصلاحيات الدستورية لملك المغرب
ينص دستور المملكة المغربية، الذي تمت الموافقة عليه بموجب استفتاء، عام 1962، على أن المغرب ملكية دستورية، ديمقراطية واجتماعية. وأن السيادة للأمة تمارسها مباشرة بالاستفتاء، وبصفة غير مباشرة بواسطة المؤسسات الدستورية. كما أقر التعددية السياسية، من خلال منع نظام الحزب الوحيد وهي المقتضيات التي تم الاحتفاظ بها في كل التعديلات التي أدخلت على الدستور خلال 1970، 1972، 1992 و1996. وقد تم تدعيم هذه المقتضيات، من خلال النص عند مراجعة الدستور سنة 1992، في ديباجته على تأكيد تشبث المملكة المغربية بحقوق الإنسان، كما هي متعارف عليها دوليا.

## صلاحيات الملك الدستورية
و فيما يتعلق بصلاحيات ملك المغرب وفق دستور المملكة 2011 بالخصوص على ما يلي :
الملك، أمير المؤمنين وحامي حمى الملة والدين، والضامن لحرية ممارسة الشؤون الدينية (الفصل 41).
- يرأس الملك، أمير المؤمنين، المجلس العلمي الأعلى، الذي يتولى دراسة القضايا التي يعرضها(الفصل 41).
- الملك، رئيس الدولة، وممثلها الأسمى،

وهو
```
وحدةالأمة، وضامن دوام الدولة واستمرارها، والحكم الأسمى بين مؤسساتها، يسهر على احترام الدستور، وحسن سير المؤسسات الدستورية، وعلى صيانة الاختيار الديمقراطي، وحقوق وحريات المواطنين والمواطنات والجماعات، وعلى احترام التعهدات الدولية للمملكة (الفصل 42).
```

- الملك هو ضامن استقلال البلاد وحوزة المملكة في دائرة حدودها الحقة (الفصل 42).
- يعين الملك رئيس الحكومة من الحزب السياسي الذي تصدر انتخابات أعضاء مجلس النواب، وعلى أساس نتائجها. ويعين أعضاء الحكومة باقتراح من رئيسها (الفصل 47).
- للملك، بمبادرة منه، بعد استشارة رئيس الحكومة، أن يعفي عضوا أو أكثر من أعضاء الحكومة من مهامهم (الفصل 47).
- يرأس الملك المجلس الوزاري، الذي يتألف من رئيس الحكومة والوزراء (الفصل 48).
- للملك حق حل مجلسي البرلمان أو أحدهما بظهير، طبق الشروط المبينة في الفصول 96 و 97 و 98 (الفصل 51).
- للملك أن يخاطب الأمة والبرلمان، ويتلى خطابه أمام كلا المجلسين، ولا يمكن أن يكون مضمونه موضوع أي نقاش داخلهما(الفصل 52).
- الملك هو القائد الأعلى للقوات المسلحة الملكية. وله حق التعيين في الوظائف العسكرية، كما له أن يفوض لغيره ممارسة هذا الحق (الفصل 53).
- يرأس الملك المجلس الأعلى للأمن، وله أن يفوض لرئيس الحكومة صلاحية رئاسة اجتماع لهذا المجلس، على أساس جدول أعمال محدد (الفصل 54).
- يعتمد الملك السفراء لدى الدول الأجنبية والمنظمات الدولية، ولديه يُعتمد السفراء، وممثلو المنظمات الدولية(الفصل55).
- يرأس الملك المجلس الأعلى للسلطة القضائية (الفصل 56).
- يوافق الملك بظهير على تعيين القضاة من قبل المجلس الأعلى للسلطة القضائية (الفصل 57).
- يمارس الملك حق العفو(الفصل58).
- يمكن للملك أن يُعلن حالة الاستثناء بظهير، بعد استشارة كل من رئيس الحكومة، ورئيس مجلس النواب، ورئيس مجلس المستشارين، ورئيس المحكمة الدستورية، وتوجيه خطاب إلى الأمة (الفصل 59).